# Primin
Primin ist ein Naturstoff aus der Gruppe der Benzochinone.

## Vorkommen

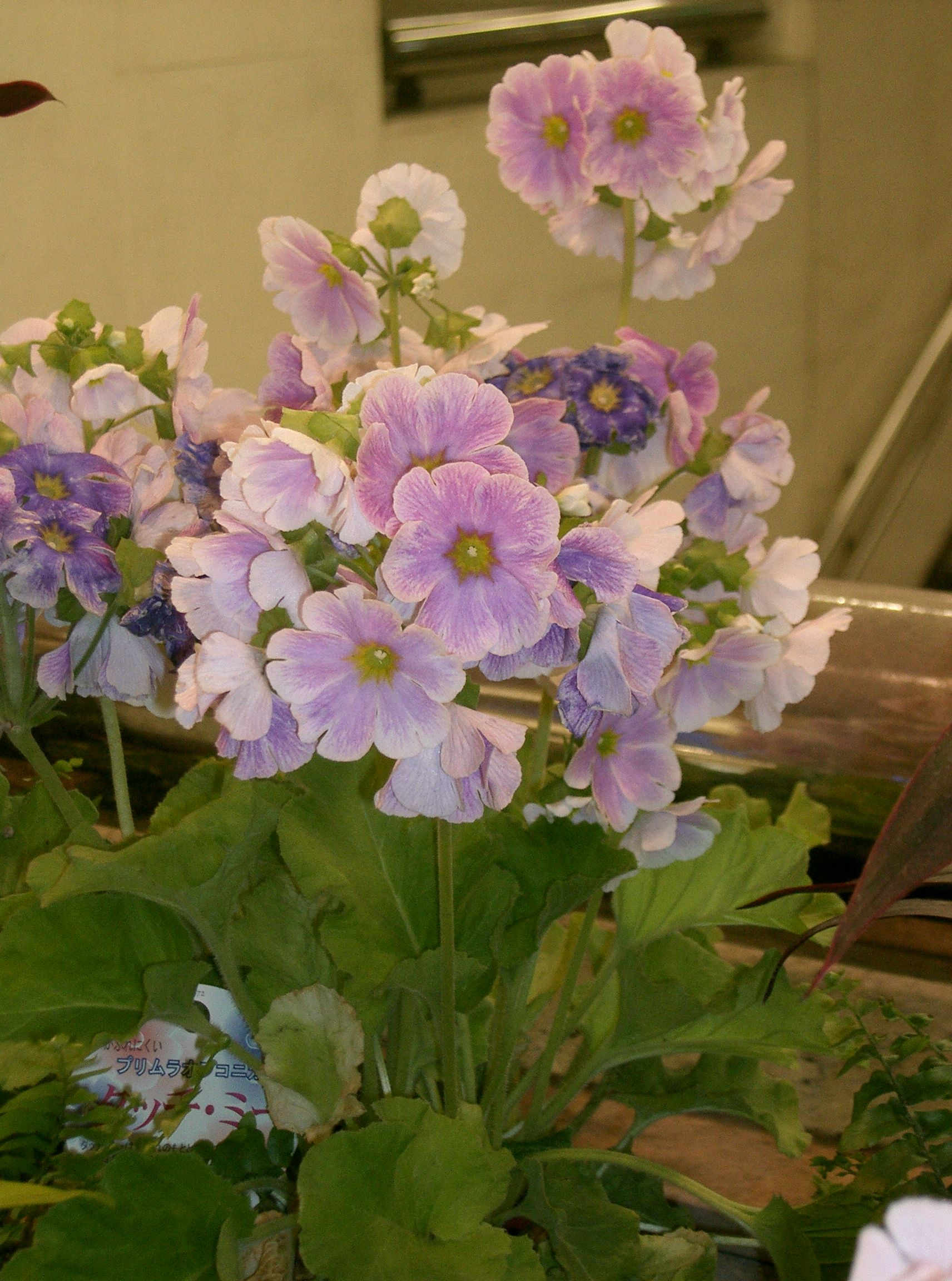
Becher-Primel (Primula obconica)

Primin findet sich in den Drüsenhaaren der Becher-Primel (Primula obconica), die  trivial auch Gift-Primel genannt wird und als Zierpflanze verbreitet im Handel anzutreffen ist. Die Verbindung wurde auch in der Hohen Schlüsselblume (Primula elatior) und in der Wurzelrinde von Miconia-Arten gefunden.

## Wirkung
Bei allergisch reagierenden Menschen ruft Primin eine durch Rötung und Bläschenbildung gekennzeichnete Dermatitis hervor. Der Verlauf dieser „Primeldermatis“, die bei Gärtnern öfters als Berufskrankheit beobachtet wird, gilt als äußerst hartnäckig.